# Witold Bender
Witold Gustaw Bender (ur. 5 listopada 1930 w Warszawie, zm. 19 kwietnia 2015 tamże) – polski archeolog, były prezes Synodu Kościoła Ewangelicko-Reformowanego w RP, przez wiele lat świecki radca Konsystorza tego Kościoła.

## Życiorys
Był harcerzem Szarych Szeregów i jako harcerz brał udział w Powstaniu Warszawskim. W latach 1954–1985 pracował w Instytucie Historii Kultury Materialnej Polskiej Akademii Nauk. Specjalizował się w problematyce archeologii przełomu er na ziemiach polskich, był także badaczem historii Mazowsza. Brał udział w pracach archeologicznych we Francji i Mali. Był kierownikiem ekspedycji wykopaliskowych w Grodach Czerwieńskich, Wólce Łasieckiej i Otalążce. Ponadto był nauczycielem akademickim Uniwersytetu Warszawskiego i Wyższej Szkoły Pedagogicznej w Warszawie. Później zajmował stanowisko kustosza oddziału Państwowego Muzeum Archeologicznego w Rybnie.
Był prezesem kolegium kościelnego parafii ewangelicko-reformowanej w Warszawie, radcą świeckim Konsystorza Kościoła Ewangelicko-Reformowanego w RP, sekretarzem i prezesem Synodu tego Kościoła, delegatem Kościoła na Europejskie Zgromadzenia Światowego Aliansu Kościołów Reformowanych. Publikował artykuły w piśmie religijno-społecznym Jednota.
Czynnie angażował się na rzecz pojednania polsko-niemieckiego, szczególnie w ramach kontaktów z ewangelikami, spowodował też nawiązanie współpracy parafii ewangelicko-reformowanej w Warszawie z ówczesną parafią im. Zinzendorfa w Berlinie-Tempelhof i parafią w Bremen-Blumenthal oraz pomiędzy Rybnem a miejscowością Weener we Fryzji Wschodniej.

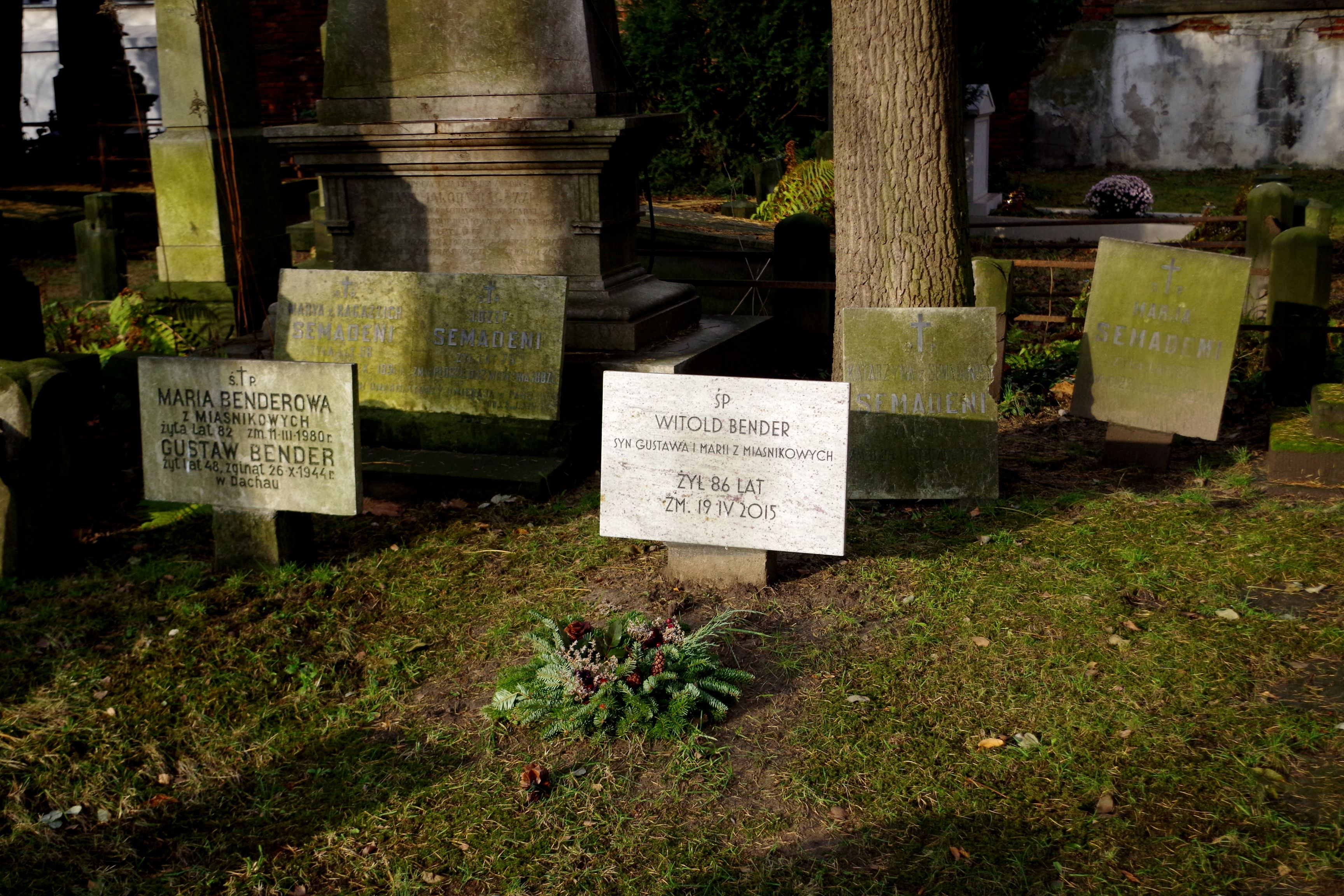
Grób Witolda Bendera na cmentarzu ewangelicko-reformowanym w Warszawie. Obok grób jego rodziców

## Życie prywatne
Syn Gustawa i Marii. Z żoną Eugenią z domu Wasilewska (1925–2011), pianistką, miał dwoje dzieci: córkę Annę Matyldę (ur. 1953, germanistkę) i syna Tomasza Witolda (ur. 1958, etnologa i alpinistę).
27 kwietnia 2015 został pochowany na cmentarzu ewangelicko-reformowanym w Warszawie (kwatera A-5-1).